# Wolkersfelden
Wolkersfelden ist ein Wohnplatz auf der Gemarkung des Niederstettener Stadtteils Wildentierbach im Main-Tauber-Kreis im fränkisch geprägten Nordosten Baden-Württembergs.

## Geschichte
Der Ort wurde im Jahre 1325 erstmals urkundlich als Wolkersvelden erwähnt. Wolkersfelden war ursprünglich hohenlohisch. Im Jahre 1350 wird der Ort als Zubehör von Lichtel genannt. Im Jahre 1435 war der Ort im Besitz des Grafen Wilhelm von Castell, welcher den Ort damals an einen Rothenburger Bürger verkaufte. Von diesem gelangte der Ort wiederum im Jahre 1465 an die Reichsstadt Rothenburg ob der Tauber.
Der Wohnplatz kam als Teil der ehemals selbständigen Gemeinde Wildentierbach am 1. Februar 1972 zur Stadt Niederstetten.

## Religion
Kirchlich gehört Wolkersfelden zu Lichtel.

## Kulturdenkmale

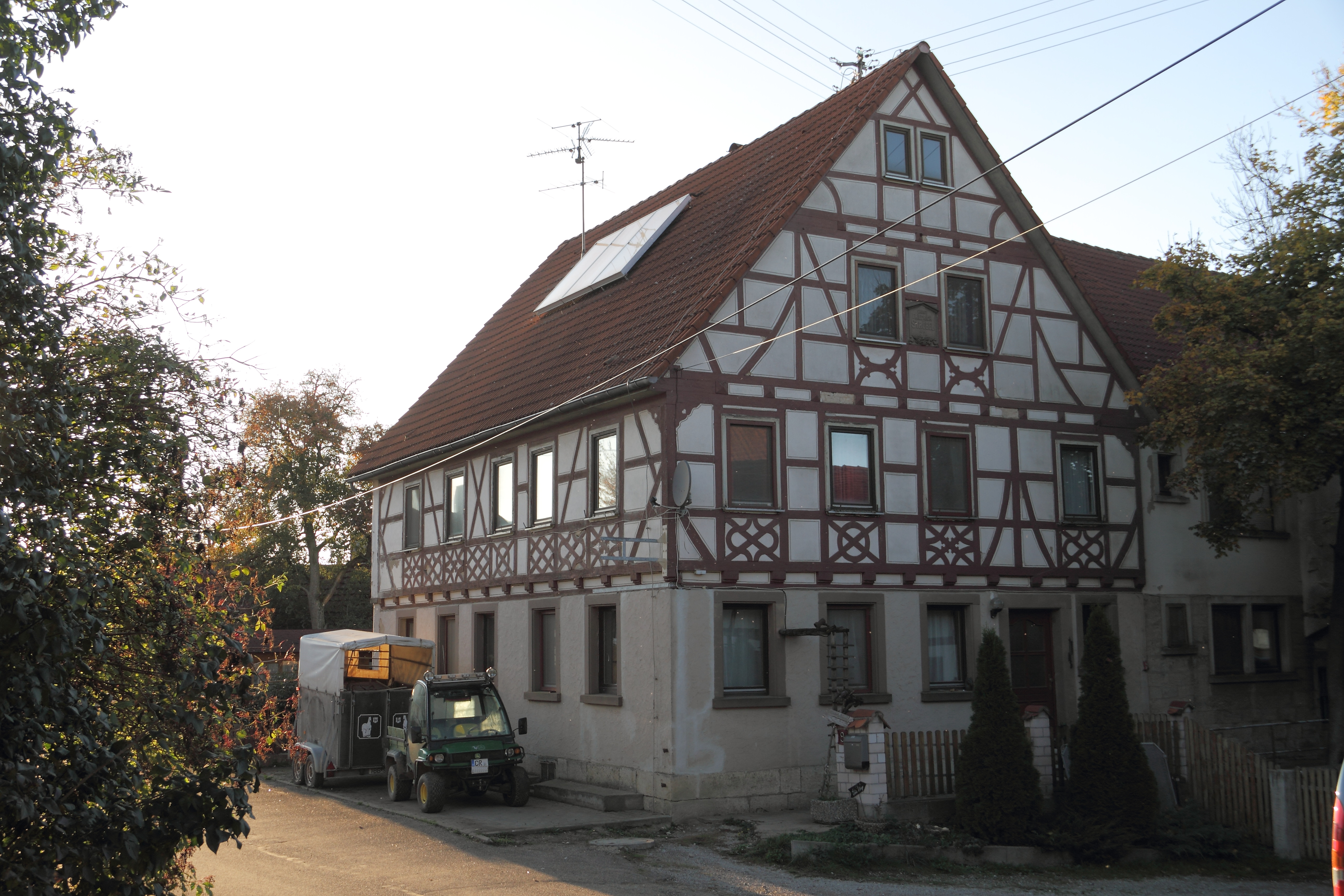
Ein Fachwerkhaus in Wolkersfelden 10

Kulturdenkmale in der Nähe des Wohnplatzes sind in der Liste der Kulturdenkmale in Niederstetten verzeichnet.

## Verkehr
Der Ort ist über eine von der K 2891 abzweigende Straße zu erreichen. Im Ort befindet sich die gleichnamige Straße Wolkersfelden.